# نادژدا کلتاکووا
نادژدا کلتاکووا (انگلیسی: Nadezhda Koltakova؛ زادهٔ ۴ ژوئن ۱۹۹۲) بازیکن فوتبال اهل روسیه است.
وی همچنین در تیم‌های ملی فوتبال Russia women's national under-19 football team و زنان روسیه بازی کرده‌است.